# C'era un ragazzo che come me amava i Beatles e i Rolling Stones/Se perdo anche te
C'era un ragazzo che come me amava i Beatles e i Rolling Stones/Se perdo anche te è un singolo di Gianni Morandi, pubblicato in Italia nel 1966.

## Tracce
1. C'era un ragazzo che come me amava i Beatles e i Rolling Stones – 3:05 (Franco Migliacci e Mauro Lusini)
2. Se perdo anche te – 2:26 (testo: Antonio Bazzocchi e Franco Migliacci – musica: Neil Diamond)

## Descrizione
Pubblicato nel 1966, il disco raggiunse la prima posizione per due settimane nel 1967.
La copertina raffigura Morandi seduto che ascolta l'autore di C'era un ragazzo che come me amava i Beatles e i Rolling Stones, Mauro Lusini, mentre suona la chitarra.
Gli arrangiamenti delle due canzoni sono curati da Ennio Morricone.

### Se perdo anche te
Cover di Solitary Man di Neil Diamond (che l'aveva incisa pochi mesi prima e che, nel mese di luglio, era arrivato con questa canzone al 55° della classifica dei singoli più venduti degli Stati Uniti), il testo italiano è scritto da Franco Migliacci e Antonio Bazzocchi. Oltre alla prima versione ne esiste una seconda, sempre cantata da Gianni Morandi ma nel 1998. Questa versione è inclusa nell'album 30 volte Morandi , gli arrangiamenti sono curati da Andrea e Paolo Amati.
Il brano è stato ripreso nel 1983 da Ivan Cattaneo nell'album Bandiera Gialla e nel 2011 da Mauro Ermanno Giovanardi nell'album Ho sognato troppo l'altra notte?.